# Spiridens
Spiridens là một chi rêu trong họ Spiridentaceae.